# Prince Ibeh
Prince Chinenye Ibeh (Londres, Inglaterra, 3 de junio de 1994) es un jugador de baloncesto británico que pertenece a la plantilla de El Calor de Cancún de la Liga Nacional de Baloncesto Profesional de México. Con 2,08 metros de estatura, juega en la posición de pívot. Representa a Ruanda a nivel internacional.

## Trayectoria deportiva
Jugó cuatro temporadas con los Texas Longhorns y, tras no ser elegido en el Draft de la NBA de 2016, jugó las Liga de Verano de la NBA con los Milwaukee Bucks en las que disputó 4 encuentros. 
En febrero de 2017 firmó con Long Island Nets para jugar la NBA G-League en el equipo afiliado a Brooklyn Nets, en el que jugaría durante las dos temporadas, activando y desactivando su contrato en varias ocasiones.
En verano de 2018, jugó la Liga de Verano de la NBA con los Brooklyn Nets en las que disputó 3 encuentros. 
El 5 de enero de 2019, Ibeh firmó con los Yokohama B-Corsairs de la B.League de Japón. Registró su primer doble-doble de su carrera después de registrar 12 puntos y 10 rebotes en una victoria 106-99 sobre los Nagoya Diamond Dolphins. En las filas del conjunto japonés jugó 18 partidos en los que promedió 4.7 puntos, 7.8 rebotes y 2.8 bloqueos por encuentro.
En mayo de 2019 firmó por NorthPort Batang Pier de Filipinas. En su debut en la PBA, Ibeh registró 19 puntos, 13 rebotes y 3 robos en una victoria por 103-81 sobre los Alaska Aces.
El 31 de julio de 2019, firmó por Hamburg Towers de la Basketball Bundesliga con el que disputaría 15 partidos con un promedio de anotación de 5.87 puntos por encuentro.
En octubre de 2023 el equipo filipino Meralco Bolts lo contrató como refuerzo extranjero para disputar la East Asia Super League.
En junio de 2024, luego de haber registrado fugaces pasos por equipos de Uruguay, Líbano y Taiwán, fue contratado por El Calor de Cancún para disputar la temporada 2024 de la Liga Nacional de Baloncesto Profesional de México.

## Selección nacional
Ibeh representó a Ruanda en el Afrobasket 2021.